# Красный Луч (Алтайский край)
Красный Луч — исчезнувший посёлок в Волчихинском районе Алтайского края. Располагался на территории Пятковологовского сельсовета. Точная дата упразднения не установлена.

## География
Располагался в 3 км к западу от села Пятков Лог.

## История
Основан в 1921 году. В 1928 году поселок Красный Луч состоял из 76 хозяйств. Центр Краснолучского сельсовета Волчихинского района Славгородского округа Сибирского края.

## Население
В 1926 году в посёлке проживало 421 человек (213 мужчин и 208 женщин), основное население — украинцы.